# Mardavij ben Ziyar
Abû al-Hajjâj Mardavij ben Ziyâr, Mardavij, Mardaviz, Mardavige ou Mardavaz  (règne 931-935) est le premier émir de la dynastie persane des Ziyarides, installée à Gorgan au bord de la mer Caspienne. Mardâvîj est d'origine daylamite et n'est pas musulman et exprime même une hostilité certaine envers les Arabes et l'islam. Ses successeurs adopteront l'islam.

## Biographie
La date de naissance de Mardâvîj est inconnue mais on estime qu'elle doit se situer aux environs de 890 et que son lieu de naissance se situe dans le Gilan ou au Tabaristan.
Il y a quelques éléments permettant de penser que les Ziyarides appartenaient à un clan de guerriers, le nom même de Mardâvîj signifiant « Celui qui combat bravement ». La religion de son père Ziyar est inconnue mais il était vraisemblablement adepte du zoroastrisme ou d'une de ses variantes hétérodoxes telles que le mazdakisme ou zurvanisme qui étaient assez répandues à l'époque. En tout cas, Mardâvîj a professé des sympathies pour le zoroastrisme et a exprimé le vœu que les Perses reviennent au zoroastrisme après avoir expulsé les Arabes.
Aux environs de 913, Mardâvîj rejoint l'armée de Asfar Shiruyeh un zoroastrien natif du Larijan qui se prétendait descendant des Sassanides soit de Kavadh II parricide et successeur de Khosro II soit de Schahr-Barâz. Asfar était un général au service des Alavides qui régnaient sur le Tabaristan à cette époque et résistaient à l'expansion des Abbassides.
Plus tard Asfar va profiter d'une rébellion de l'armée samanide pour prendre le pouvoir dans le Gorgan. Il prend Amol, Ghazvin, Zanjan, et Ray et nomme Mardâvîj comme gouverneur de Zanjan.
En 927, le comportement erratique d'Asfar provoque la montée d'une opposition à son pouvoir. Mardâvîj rejoint cette opposition renverse Asfar et prend le pouvoir.

### Son règne
Après sa prise de pouvoir Mardâvîj lève une armée pour combattre le calife abbasside Al-Mâ'mun. Le Bouyide `Alî, qui est théoriquement sous ses ordres, l'a devancé. Ispahan est alors sous l'autorité d'un gouverneur abbasside nommé Yaqut. Celui-ci ne peut résister à `Alî, mais Mardâvîj contraint `Alî à se retirer et à laisser la place aux Ziyarides. Mardâvij prend Hamadan puis Kashan, et enfin Ispahan. Plus au Sud, `Alî parvient à prendre Arrajan une ville située entre le Fars et le Khuzestân.
Le 2 décembre 931[réf. nécessaire], Mardâvîj arrive à Ispahan, il s'autoproclame émir de l'Iran et fait d'Ispahan sa capitale. Depuis l'arrivée des Arabes et de l'islam, Ispahan était sous l'administration des califes abbassides. En particulier, la ville avait eu les faveurs du calife Al-Mansûr. Mardâvîj demande aux iraniens de l'aider à restaurer les anciennes coutumes de l'empire persan et de la tradition zoroastrienne.
Tout indique qu'en février 932, Mardâvîj et sa cour célèbrent la fête de Jashan-e Sadeh à Ispahan. Cette fête est encore célébrée par de nombreux iraniens.
Au printemps 933, le Bouyide `Alî décide de partir en campagne dans le Fars. Il rencontre de nouveau Yaqut, gouverneur du Fars. Il trouve un nouvel allié en Zayd ibn Ali al-Naubandagani un grand propriétaire terrien qui déteste les Abbassides. Après quelques batailles, `Alî entre à Chiraz la capitale du Fars en mai ou juin 934. Cependant il doit faire la paix avec Mardâvîj et pour cela il livre son frère Hasan en otage. Hassan reste prisonnier jusqu'en 935 après l'assassinat de Mardâvîj. En vue d'empêcher Mardâvij de revendiquer sa suzeraineté sur ce territoire, `Alî se déclare vassal du calife. En septembre ou octobre 934, `Alî reçoit les envoyés du calife qui viennent lui remettre les insignes de sa charge.

### Sa mort
En 935, après seulement quatre ans de règne et peu avant la fête de Norouz, le nouvel an Zoroastrien traditionnel en Perse, Mardâvîj est assassiné dans son bain par deux de ses esclaves turcs qui s'enfuient vers Bagdad. Après cet assassinat, les Bouyides qui étaient au service de Mardâvîj, prennent le dessus en Iran central et méridional, tandis que Zahîr ad-Dawla Vushmagîr, le frère de Mardâvîj garde le contrôle du Nord du territoire.